# Thomas Kopache
Thomas Kopache (* 17. Oktober 1945 in Manchester) ist ein US-amerikanischer Schauspieler.

## Leben
Thomas Kopache, der damals bereits ein renommierter Theaterdarsteller war, hatte 1983 einen ersten Filmauftritt in dem Filmdrama An einem Morgen im Mai. Bald entwickelte er sich zu einem gefragten Darsteller von Nebenrollen in Filmen und Serien.
Er erschien in Filmen wie Leaving Las Vegas, Catch Me If You Can von Steven Spielberg oder No Country for Old Men von Ethan und Joel Coen. Er hatte Auftritte in vier Filmen von Mike Figgis, neben Leaving Las Vegas waren dies Todestraum – Der letzte Zeuge schweigt, Mr. Jones und One Night Stand.
Hauptsächlich war er aber in Fernsehserien aktiv. In der in den USA sehr erfolgreichen Serie The West Wing – Im Zentrum der Macht spielte er in 14 Folgen Assistant Secretary of State Bob Slattery (Staffeln 3 bis 7). Er war auch in allen Star-Trek-Serien der 1990er und 2000er Jahre und im Film Star Trek: Treffen der Generationen zu sehen. Dabei hatte er sieben verschiedene Rollen, von denen aber nur die des Kira Taban, dem Vater von Kira Nerys, in zwei Folgen erscheint. Darüber hinaus hatte er Gastrollen in erfolgreichen Serien wie Mord ist ihr Hobby, Akte X, CSI: Vegas, CSI: NY, JAG, Gilmore Girls, Desperate Housewives, Emergency Room, Castle, Bones oder Good Wife.
Synchronisiert wurde Thomas Kopache von mehreren Sprechern, oftmals nur für einen Film bzw. eine Folge. Mehrfach synchronisiert wurde er unter anderen von Werner Ziebig, Peter Groeger, Wilfried Herbst, Friedrich G. Beckhaus und Matthias Klages (in West Wing).

## Filmografie (Auswahl)

### Filme
- 1983: An einem Morgen im Mai (Without a Trace)
- 1990: Der Harte und der Zarte (Loose Cannons)
- 1991: Todestraum – Der letzte Zeuge schweigt (Liebestraum)
- 1992: Miss Rose White
- 1993: … und das Leben geht weiter (And the Band Played On)
- 1993: This Boy’s Life
- 1993: Mr. Jones
- 1994: Star Trek: Treffen der Generationen (Star Trek Generations)
- 1995: Leaving Las Vegas
- 1995: Journey – Verlorene Erinnerungen
- 1996: Das Attentat (Ghosts of Mississippi)
- 1996: Jenseits des Schweigens (After the Silence)
- 1997: Breakdown
- 1997: One Night Stand
- 1998: Recoil – Tödliche Vergeltung (Recoil)
- 1999: Stigmata
- 2002: Catch Me If You Can
- 2003: Extreme Rage (A Man Apart)
- 2006: Ten ’til Noon – Zeit tötet (Ten ’til Noon)
- 2007: Zodiac – Die Spur des Killers (Zodiac)
- 2007: A Stranger’s Heart
- 2007: No Country for Old Men
- 2007: Trust Me
- 2011: Cannibal Rising (Donner Pass)
- 2016: 37
- 2019: Team Marco
- 2024: Brooklyn, Minnesota

### Fernsehserien
- 1985, 1986, 1994: Jung und Leidenschaftlich – Wie das Leben so spielt (As the World Turns, 8 Folgen, 2 Rollen)
- 1987: Spenser (Spenser: For Hire, Folge 3x04)
- 1991: L.A. Law – Staranwälte, Tricks, Prozesse (L.A. Law, Folge 6x04)
- 1991, 1994: Law & Order (2 Folgen, 2 Rollen)
- 1992: Roseanne (Folge 5x06)
- 1992, 1994: Raumschiff Enterprise – Das nächste Jahrhundert (Star Trek: The Next Generation, 2 Folgen, 2 Rollen)
- 1993: Perfect Crimes (Fallen Angels, Folge 1x01)
- 1994: Nachtschicht mit John (The John Larroquette Show, Folge 1x19)
- 1994: Babylon 5 (Folge 1x05)
- 1995: Mord ist ihr Hobby (Murder, She Wrote, Doppelfolge 12x06 und 12x07)
- 1995: Melrose Place (2 Folgen)
- 1995: Murder One (Folge 1x03)
- 1995: Akte X – Die unheimlichen Fälle des FBI (The X-Files, Folge 3x07)
- 1996: Star Trek: Raumschiff Voyager (Star Trek: Voyager, Folge 2x23)
- 1997: Burning Zone – Expedition Killervirus (The Burning Zone, Folge 1x15)
- 1997: Total Security (Folge 1x05)
- 1997: Profiler (Folge 2x05)
- 1997, 1998: Star Trek: Deep Space Nine (2 Folgen)
- 1998: Seven Days – Das Tor zur Zeit (Seven Days, Folge 1x03)
- 1998, 2001, 2003: Practice – Die Anwälte (The Practice, 3 Folgen, 3 Rollen)
- 1999: Dharma & Greg (Folge 2x16)
- 2001: Family Law (Folge 2x13)
- 2001: Angel – Jäger der Finsternis (Angel, Folge 2x15)
- 2001: Lady Cops – Knallhart weiblich (The Division, Folge 1x10)
- 2001: Ally McBeal (Folge 4x16)
- 2001: JAG – Im Auftrag der Ehre (JAG, Folge 6x20)
- 2001: CSI: Vegas (CSI: Crime Scene Investigation, Folge 2x12)
- 2001, 2004: Star Trek: Enterprise (2 Folgen, 2 Rollen)
- 2001–2005: The West Wing – Im Zentrum der Macht (The West Wing, 14 Folgen)
- 2003: Stargate – Kommando SG-1 (Stargate SG-1, Folge 6x21)
- 2003: Carnivàle (Folge 1x05)
- 2004: Die himmlische Joan (Joan of Arcadia, Folge 1x12)
- 2004: Strong Medicine: Zwei Ärztinnen wie Feuer und Eis (Strong Medicine, Folge 5x03)
- 2004: Six Feet Under – Gestorben wird immer (Six Feet Under, Folge 4x04)
- 2004: CSI: NY (Folge 1x03)
- 2004: Boston Legal (2 Folgen)
- 2005: Malcolm mittendrin (Malcolm in the Middle, Folge 6x12)
- 2005: Gilmore Girls (Folge 6x02)
- 2005: Cold Case – Kein Opfer ist je vergessen (Cold Case, Folge 3x04)
- 2006: Close to Home (4 Folgen)
- 2007: Psych (Folge 1x13)
- 2008: Desperate Housewives (Folge 5x01)
- 2008: Brothers & Sisters (Folge 3x05)
- 2008: Dirty Sexy Money (Folge 2x05)
- 2009: Emergency Room – Die Notaufnahme (ER, Folge 15x19)
- 2009: Big Love (Folge 3x09)
- 2009: Numbers – Die Logik des Verbrechens (Numb3rs, Folge 6x06)
- 2010: Saving Grace (Folge 3x12)
- 2010: Castle (Folge 3x04)
- 2010: Bones – Die Knochenjägerin (Bones, Folge 6x04)
- 2012: White Collar (Folge 3x11)
- 2012: Person of Interest (Folge 2x01)
- 2013: 666 Park Avenue (Folge 1x10)
- 2013: Zero Hour (Folge 1x03)
- 2014: The Blacklist (Folge 1x15)
- 2014: Turn: Washington’s Spies (2 Folgen)
- 2015: Eye Candy (2 Folgen)
- 2015: Marvel’s Jessica Jones (2 Folgen)
- 2015: Code Black (Folge 1x09)
- 2015: The Knick (2 Folgen)
- 2016: Good Wife (The Good Wife, Folge 7x17)
- 2016: MacGyver (Folge 1x07)
- 2017: Odd Mom Out (Folge 3x09)
- 2018: The Tick (Folge 1x09)
- 2018: Sneaky Pete (2 Folgen)
- 2017–2018: Last Week Tonight with John Oliver (5 Folgen)
- 2018: Madam Secretary (Folge 4x20)
- 2018: The Good Cop (Folge 1x05)
- 2018: House of Cards (Folge 6x05)
- 2019: The Last O.G. (Folge 2x02)
- 2019: Blue Bloods – Crime Scene New York (Blue Bloods, Folge 9x20)
- 2020: Messiah (Folge 1x04)
- 2024: Girls5eva (Folge 3x04)